# Eimeria truncata
Eimeria  truncata należy do królestwa protista, rodziny Eimeriidae, rodzaj Eimeria. Wywołuje u gęsi chorobę pasożytniczą - kokcydiozę. Eimeria  truncata pasożytuje w komórkach kanalików nerkowych. Wysoka patogeniczność.
Objawy
- wyniszczenie,
- zaburzenia równowagi,
- porażenie
- często śmierć już po 2-3 dniach choroby